# Transifex
Transifex (anteriormente conocido como Indifex) es un sistema de administración de globalización, una plataforma de traducción patentada basada en la web. Se dirige a proyectos técnicos con contenido que se actualiza con frecuencia, como software, documentación y páginas web, y fomenta la automatización del flujo de trabajo de localización mediante la integración con herramientas de desarrollo comunes.
Transifex es un software como servicio, con un plan gratuito y de pago para localizar software de código abierto. Transifex era originalmente un proyecto de código abierto, pero se suspendió en 2013.
La web proporciona una plataforma de alojamiento para archivos de traducción y funciones de redes sociales como actividad reciente, foros de discusión, sugerencias de traducción y votaciones para permitir que los traductores colaboren. Transifex está escrito usando Django y Python por el fundador Dimitris Glezos bajo un proyecto de Google Summer of Code.

## Historia
Transifex, que comenzó como un proyecto de Google Summer of Code para resolver un problema del Proyecto Fedora ha evolucionado hasta convertirse en un movimiento completo respaldado por una nueva empresa emergente, Transifex. El creador de Transifex, Dimitris Glezos, ha trabajado desde 2007 para crear la visión Transifex de herramientas de localización y de i18n. En marzo de 2014, transifex.com tiene más de 17 000 traducciones de proyectos alojados en 150 idiomas, incluidos Creative Commons, Coursera, Django y Django-cms, Dolibarr, Eventbrite, Mercurial, Bitbucket, GlobaLeaks, TalentLMS, MeeGo, OpenStack, Pinterest, qBittorrent, Reddit, Xfce, Wheelmap.org, VLC y otros.
La empresa anteriormente estaba ubicada en Grecia, pero ahora tiene su sede en Silicon Valley.

## Descripción del flujo de trabajo
El usuario crea un proyecto en Transifex, del que se convierte en propietario. La persona crea un equipo de traducción o nombra administradores para crear los equipos en su lugar. Luego, el propietario o administrador del proyecto carga el contenido traducible a Transifex. Luego, los equipos de traducción comienzan el proceso. Una vez traducido el contenido, el propietario del proyecto puede descargarlo manualmente o extraerlo utilizando la herramienta de línea de comandos de Transifex.

### Formatos de documentos admitidos
Transifex es compatible con Android, recursos de Apple, ASP, archivos .desktop, archivos de Gettext (PO/POT) y Microsoft.NET, archivos de código (C, Java, PHP, Qt), archivos INI de Joomla, Mozilla DTD, texto sin formato, subtítulos, páginas web, archivos XLIFF, archivos XML, YAML y más.

### Características destacadas
- Compatible con gran cantidad de formatos de archivo.
- Capacidad de descargar contenido, traducirlo sin conexión y luego cargarlo.
- Un editor en línea llamado Live para traducir recursos en línea.
- Cliente de línea de comandos que permite cargar, descargar y actualizar recursos de traducción.
- Memoria de traducción que reduce el esfuerzo al tener que traducir algo ya traducido en otro lugar.
- Herramientas para controlar la actividad y obtener descripciones generales en tiempo real del estado de un proyecto.
- Sistema de mensajería y notificación para mantener informado al equipo de traducción.
- API para integración con otras plataformas/servicios.
- Capacidad para reutilizar los mismos equipos de traducción al administrar varios proyectos; así como administrarlos desde un proyecto maestro.
- Glosario de términos que funciona con votos de los usuarios.
- SDK específicos del marco que siguen una sintaxis de localización universal (Android, iOS, Javascript/React, Django, Python).